# St. George Village Botanical Garden

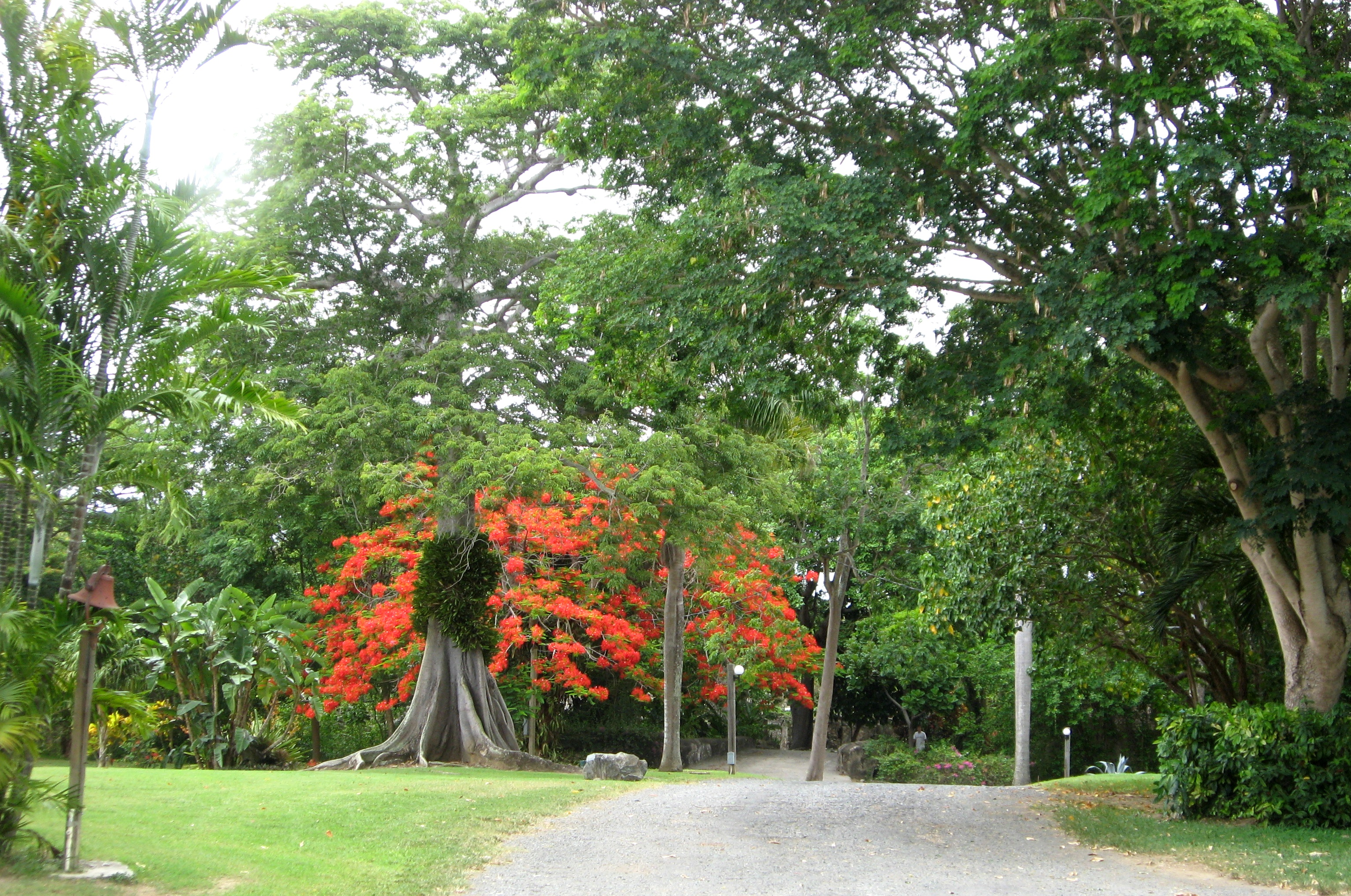
St. George Village Botanical Garden

De St. George Village Botanical Garden is een botanische tuin op Saint Croix (Amerikaanse Maagdeneilanden). De tuin is gelegen op 3 km ten oosten van Frederiksted. De botanische tuin is in 1975 opgericht. De oppervlakte is circa 8 ha.
De botanische tuin is gevestigd op een terrein dat in de negentiende eeuw als Deense suikerrietplantage diende. De gebouwen van deze plantage zijn nog aanwezig. Sommige zijn tot ruïnes verworden. De tuin richt zich op het in stand houden van de historische en de levende collecties op zijn grondgebied. Het doel is om plantensoorten die van nature op Saint Croix voorkomen en bedreigde plantensoorten van andere Caraïbische eilanden in stand te houden. Ook wil de tuin de etnobotanische geschiedenis van Saint Croix bewaren en tonen door middel van levende, grafische en structurele tentoonstellingen.
De plantencollectie omvat epifytsche en terrestrische bromelia's. De collectie cactussen en andere succulenten is vooral gericht op soorten uit het Caraïbisch gebied en Centraal-Amerika. De orchideeëncollectie omvat zo'n zestig soorten en honderden hybriden. Er is een collectie varens en er is een collectie Sansevieria. De Conservation Garden bevat zeldzame en bedreigde plantensoorten die van nature voorkomen op de Maagdeneilanden en Puerto Rico. Het Native Arboretum bevat boomsoorten die van oorsprong in de regio voorkomen.
De tuin beschikt over een nagebootst tropische regenwoud van 100 m². Het is het enige gebied in de tuin dat dagelijks wordt voorzien van water. Omdat Saint Croix een relatief droog eiland is (900 mm regen per jaar), kunnen hier planten groeien die van nature niet op Saint Croix voorkomen. Planten die er groeien, zijn onder meer Anthurium, Heliconia, bromelia's, planten uit de gemberfamilie, orchideeën en planten uit de aronskelkfamilie. Daarnaast is er een gebied van 200 m² dat natuurlijk bos moet representeren zoals dat voorkomt op Saint Croix. Dit gebied bevat uitsluitend soorten zoals die op Saint Croix ook in natuurlijk bos voorkomen.
Het palmetum (palmentuin) bevat 65 soorten palmen, vooral palmen die onder droge omstandigheden gedijen. Deze komen vooral uit het Caraïbisch gebied en nabijgelegen regio's in Centraal- en Zuid-Amerika. Onder andere soorten uit de geslachten Areca, Phoenix en Roystonea maken deel uit van de collectie.
Heritage Gardens is de naam van collectie planten die in het Caraïbisch gebied gebruikt worden voor diverse toepassingen. Deze collectie omvat een kruidentuin, een tuin met planten die kleurstoffen en stoffen voor gebruik bij leerlooien bevatten, een West-Indische moestuin (met onder meer cassave), een traditionele West-Indische fruitboomgaard, een specerijentuin, een tuin met historisch belangrijke bomen (onder meer dividivi, kapokboom, kalebasboom en strandpopulier) een tuin met planten die voor het vervaardigen van kleding en dakbedekking gebruikt worden, een West-Indische bloementuin en een suikerriettuin.
De botanische tuin beschikt over een herbarium van meer dan 4500 accessies, een museumwinkel en een kwekerij waar planten worden verkocht. Voor het publiek worden diverse activiteiten georganiseerd.
De St. George Village Botanical Garden is aangesloten bij Center for Plant Conservation (CPC), een netwerk van botanische instituten dat zich bezighoudt met de bescherming van de oorspronkelijke flora van de Verenigde Staten. De tuin draagt aan CPC bij met de collectie planten die van nature op de Maagdeneilanden voorkomen. De botanische tuin is aangesloten bij Botanic Gardens Conservation International, een non-profitorganisatie die botanische tuinen samen wil brengen in een wereldwijd samenwerkend netwerk om te komen tot het behoud van de biodiversiteit van planten. Daarnaast is de botanische tuin lid van de American Public Gardens Association, een organisatie van publiek toegankelijke tuinen in Noord-Amerika.